# Copa de baloncesto de Italia 2018
La 50ª edición de la Copa de baloncesto de Italia (en italiano Coppa Italia y por motivos de patrocinio PosteMobile Final Eight ) se celebró en Florencia del 15 al 18 de febrero de 2018.

## Clasificación
Lograban la clasificación para disputar la Coppa Italia los ocho primeros clasificados de la Lega al final de la primera vuelta de la competición.
| Pos. | Equipo                    | PJ | G  | P | GF   | GC   | DG   | Pts | Clasificación                      |
| ---- | ------------------------- | -- | -- | - | ---- | ---- | ---- | --- | ---------------------------------- |
| 1    | Sidigas Avellino          | 15 | 12 | 3 | 1248 | 1148 | +100 | 27  | Clasificados como cabezas de serie |
| 2    | Germani Basket Brescia    | 15 | 11 | 4 | 1184 | 1087 | +97  | 26  | Clasificados como cabezas de serie |
| 3    | EA7 Emporio Armani Milano | 15 | 11 | 4 | 1153 | 1072 | +81  | 26  | Clasificados como cabezas de serie |
| 4    | Umana Reyer Venezia       | 15 | 11 | 4 | 1227 | 1185 | +42  | 26  | Clasificados como cabezas de serie |
| 5    | Fiat Torino               | 15 | 10 | 5 | 1219 | 1186 | +33  | 25  |                                    |
| 6    | Red October Cantù         | 15 | 8  | 7 | 1290 | 1285 | +5   | 23  |                                    |
| 7    | Segafredo Virtus Bologna  | 15 | 8  | 7 | 1191 | 1154 | +37  | 23  |                                    |
| 8    | Vanoli Cremona            | 15 | 8  | 7 | 1226 | 1199 | +27  | 23  |                                    |

 Fuente: LBA

## Cuadro final
|  | Cuartos de final         | Cuartos de final          | Cuartos de final         |                        |    | Semifinales           | Semifinales           | Semifinales           |  |   | Final                 | Final                 | Final                 |  |
|  | 15-16 de febrero de 2018 | 15-16 de febrero de 2018  | 15-16 de febrero de 2018 |                        |    | 17 de febrero de 2018 | 17 de febrero de 2018 | 17 de febrero de 2018 |  |   | 18 de febrero de 2018 | 18 de febrero de 2018 | 18 de febrero de 2018 |  |
|  |                          |                           |                          |                        |    |                       |                       |                       |  |   |                       |                       |                       |  |
|  |                          |                           |                          |                        |    |                       |                       |                       |  |   |                       |                       |                       |  |
|  | 1                        | Sidigas Avellino          | 82                       |                        |    |                       |                       |                       |  |   |                       |                       |                       |  |
|  | 1                        | Sidigas Avellino          | 82                       |                        |    |                       |                       |                       |  |   |                       |                       |                       |  |
|  | 8                        | Vanoli Cremona            | 89                       |                        |    |                       |                       |                       |  |   |                       |                       |                       |  |
|  | 8                        | Vanoli Cremona            | 89                       |                        | 8  | Vanoli Cremona        | 87                    |                       |  |   |                       |                       |                       |  |
|  |                          |                           |                          |                        | 8  | Vanoli Cremona        | 87                    |                       |  |   |                       |                       |                       |  |
|  |                          |                           | 5                        | Fiat Torino            | 92 |                       |                       |                       |  |   |                       |                       |                       |  |
|  | 4                        | Umana Reyer Venezia       | 5                        | Fiat Torino            | 92 | 60                    |                       |                       |  |   |                       |                       |                       |  |
|  | 4                        | Umana Reyer Venezia       |                          |                        |    |                       |                       |                       |  |   |                       |                       |                       |  |
|  | 5                        | Fiat Torino               | 72                       |                        |    |                       |                       |                       |  |   |                       |                       |                       |  |
|  | 5                        | Fiat Torino               | 72                       |                        |    |                       |                       |                       |  | 5 | Fiat Torino           | 69                    |                       |  |
|  |                          |                           |                          |                        |    |                       |                       |                       |  | 5 | Fiat Torino           | 69                    |                       |  |
|  |                          |                           | 2                        | Germani Basket Brescia | 67 |                       |                       |                       |  |   |                       |                       |                       |  |
|  | 3                        | EA7 Emporio Armani Milano | 2                        | Germani Basket Brescia | 67 | 87                    |                       |                       |  |   |                       |                       |                       |  |
|  | 3                        | EA7 Emporio Armani Milano |                          |                        |    |                       |                       |                       |  |   |                       |                       |                       |  |
|  | 6                        | Red October Cantù         | 105                      |                        |    |                       |                       |                       |  |   |                       |                       |                       |  |
|  | 6                        | Red October Cantù         | 105                      |                        | 6  | Red October Cantù     | 82                    |                       |  |   |                       |                       |                       |  |
|  |                          |                           |                          |                        | 6  | Red October Cantù     | 82                    |                       |  |   |                       |                       |                       |  |
|  |                          |                           | 2                        | Germani Basket Brescia | 87 |                       |                       |                       |  |   |                       |                       |                       |  |
|  | 2                        | Germani Basket Brescia    | 2                        | Germani Basket Brescia | 87 | 97                    |                       |                       |  |   |                       |                       |                       |  |
|  | 2                        | Germani Basket Brescia    |                          |                        |    |                       |                       |                       |  |   |                       |                       |                       |  |
|  | 7                        | Segafredo Virtus Bologna  | 83                       |                        |    |                       |                       |                       |  |   |                       |                       |                       |  |
|  | 7                        | Segafredo Virtus Bologna  | 83                       |                        |    |                       |                       |                       |  |   |                       |                       |                       |  |
|  |                          |                           |                          |                        |    |                       |                       |                       |  |   |                       |                       |                       |  |

## Cuartos de final

### Sidigas Avellinovs.Vanoli Cremona
| 15 de febrero de 2018 | Sidigas Avellino                         | 82–89                                 | Vanoli Cremona                               | |  |
| 18:00 (CET)           | Parciales: 22–18, 18–14, 13–19, 21–23    | Parciales: 22–18, 18–14, 13–19, 21–23 | Parciales: 22–18, 18–14, 13–19, 21–23        | |  |
|                       | Estadísticas Rich 30 Fesenko 19 Leunen 5 | Reporte Pts Reb Asts                  | Estadísticas D. Diener 19 Sims 9 T. Diener 8 | Pabellón: Florencia Árbitros: Tolga Sahin, Gabriele Bettini, Dario Morelli Televisión: Eurosport RAI |  |

### Umana Reyer Veneziavs.Fiat Torino
| 15 de febrero de 2018 | Umana Reyer Venezia                             | 60–72                                | Fiat Torino                                              | |  |
| 20:45 (CET)           | Parciales: 4–21, 25–23, 17–16, 14–12            | Parciales: 4–21, 25–23, 17–16, 14–12 | Parciales: 4–21, 25–23, 17–16, 14–12                     | |  |
|                       | Estadísticas Watt 19 Watt 11 cuatro jugadores 2 | Reporte Pts Reb Asts                 | Estadísticas Garrett 17 Boungou Colo 8 cinco jugadores 2 | Pabellón: Nelson Mandela Forum, Florencia Árbitros: Maurizio Biggi, Gianluca Sardella, Evangelista Caiazza Televisión: Eurosport RAI |  |

### EA7 Emporio Armani Milanovs.Red October Cantù
| 16 de febrero de 2018 | EA7 Emporio Armani Milano                             | 87–105                                | Red October Cantù                                | |  |
| 18:00 (CET)           | Parciales: 18–28, 20–29, 25–23, 24–25                 | Parciales: 18–28, 20–29, 25–23, 24–25 | Parciales: 18–28, 20–29, 25–23, 24–25            | |  |
|                       | Estadísticas Goudelock 23 tres jugadores 7 Theodore 6 | Reporte Pts Reb Asts                  | Estadísticas Smith 23 Christian Burns 12 Smith 8 | Pabellón: Nelson Mandela Forum, Florencia Árbitros: Saverio Lanzarini, Luca Weidmann, Alessandro Vicino Televisión: Eurosport RAI |  |

### Germani Basket Bresciavs.Segafredo Virtus Bologna
| 16 de febrero de 2018 | Germani Basket Brescia                  | 97–83                                 | Segafredo Virtus Bologna                  | |  |
| 20:45 (CET)           | Parciales: 26–17, 20–20, 22–19, 29–27   | Parciales: 26–17, 20–20, 22–19, 29–27 | Parciales: 26–17, 20–20, 22–19, 29–27     | |  |
|                       | Estadísticas Moore 22 Vitali 7 Vitali 6 | Reporte Pts Reb Asts                  | Estadísticas Lawson 17 Slaughter 7 Umeh 5 | Pabellón: Nelson Mandela Forum, Florencia Árbitros: Carmelo Lo Guzzo, Lorenzo Baldini, Mark Bartoli Televisión: Eurosport RAI |  |

## Semifinales

### Vanoli Cremonavs.Fiat Torino
| 17 de febrero de 2018 | Vanoli Cremona                                            | 87–92                                              | Fiat Torino                                        | |  |
| 18:00 (CET)           | Parciales: 22–12, 18–28, 21–15, 19–25 (T.E.: 7–12)        | Parciales: 22–12, 18–28, 21–15, 19–25 (T.E.: 7–12) | Parciales: 22–12, 18–28, 21–15, 19–25 (T.E.: 7–12) | |  |
|                       | Estadísticas Fontecchio 16 Sims 7 Johnson-Odom, Ruzzier 3 | Reporte Pts Reb Asts                               | Estadísticas Garrett 18 Washington 13 Poeta 3      | Pabellón: Nelson Mandela Forum, Florencia Árbitros: Carmelo Paternico', Alessandro Martolini, Beniamino Manuel Attard Televisión: Eurosport RAI |  |

### Red October Cantùvs.Germani Basket Brescia
| 17 de febrero de 2018 | Red October Cantù                                  | 82–87                                              | Germani Basket Brescia                             | |  |
| 20:45 (CET)           | Parciales: 18–20, 21–23, 17–20, 20–13 (T.E.: 6–11) | Parciales: 18–20, 21–23, 17–20, 20–13 (T.E.: 6–11) | Parciales: 18–20, 21–23, 17–20, 20–13 (T.E.: 6–11) | |  |
|                       | Estadísticas Thomas 20 Burns 14 Smith, Chappell 4  | Reporte Pts Reb Asts                               | Estadísticas Vitali 19 Hunt 11 Vitali 4            | Pabellón: Nelson Mandela Forum, Florencia Árbitros: Enrico Sabetta, Michele Rossi, Emanuele Aronne Televisión: Eurosport RAI |  |

## Final
En la final, una bandeja de  Sasha Vujačić en los últimos segundos dio al Fiat Torino la victoria 69-67 sobre Germani Basket Brescia, logrando así su primer título. Tras un intercambio de triples en las últimas acciones del partido, se llegó a la que parecía la última posesión, Brescia tenía el balón, sin embargo entre Marcus Landry y Luca Vitali perdieron la pelota, Deron Washington la recogió y montó un contraataque que acabó con la canasta ganadora de Vujacic. Diante Garrett anotó 16 puntos para el equipo de Turín, Nobel Boungou Colo y Vander Blue añadieron 11 puntos cada uno mientras que Washington logró 10. Landry fue el máximo anotador del Brescia con 22 puntos a los que añadió 9 rebotes, Michele Vitali sumó 14 puntos.

### Fiat Torinovs.Germani Basket Brescia
| 18 de febrero de 2018 | Fiat Torino                                | 69–67                                 | Germani Basket Brescia                    | |  |
| 18:00 (CET)           | Parciales: 11–14, 17–17, 25–25, 16–11      | Parciales: 11–14, 17–17, 25–25, 16–11 | Parciales: 11–14, 17–17, 25–25, 16–11     | |  |
|                       | Estadísticas Garrett 16 Mazzola 11 Poeta 4 | Reporte Pts Reb Asts                  | Estadísticas Landry 22 Landry 9 Vitali 10 | Pabellón: Nelson Mandela Forum, Florencia Árbitros: Saverio Lanzarini, Carmelo Lo Guzzo, Lorenzo Baldini Televisión: Eurosport RAI |  |